# Ma che bella giornata
Ma che bella giornata è una canzone scritta dal cantantautore e Guido Lamberti con l'arrangiamento di Ruggero Cini e di Detto Mariano. Il brano fu inciso per la RCA Italiana nel 1968 nel 45 giri Ma che bella giornata/Gianni il barista. 
Nel 1969 il brano musicale fu incluso nell'album Ugolino.
Nello stesso anno il brano musicale aveva parteciapato al Cantagiro 1969 nel Girone C Folk con Il Riccardo di  Giorgio Gaber, Oh Nina di Lino Toffolo, Matteo Salvatore e Adriana Doriani con Lu soprastante e Pippo Franco con La licantropia.

## Storia, testo e significato
(Ugolino, Ma che bella giornata)
Il testo descrive la giornata media di una persona qualunque, intrappolata nella sua tragica monotonia (il lavoro non appagante, i mezzi pubblici stracolmi, pasti frugali e di pessima qualità) ma con un tocco di umorismo. A ogni ritornello il coro gli ricorda quella che dovrebbe essere la sua unica consolazione: la sua donna, cui segue una fatalista risposta di Ugolino («eh, magari!»)
Tra le righe del testo semi-scherzoso emregono cenni di inquietudini dell’uomo nell’epoca consumistica, rimarcato dalla ripertizione della frase del titolo.
 

Nella parte a metà del testo c'è una strofa che descrive la fine della giornata del protagonista, che introduce un cenno dell'inquietudine esistenziale: 
(Ugolino, Ma che bella giornata)

## Versione in spagnolo
Ugolino incise il brano in spagnolo con il titolo Que bella jornada.

## Nel cinema
Il brano fece da colonna sonora in un paio di film: I 2 magnifici fresconi (1968) con Franco e Ciccio e Italiani! È severamente proibito servirsi della toilette durante le fermate di Vittorio Sindoni (1969).